# قسطنطين فيكر
قسطنطين فيكر (بالألمانية: Konstantin Wecker) (ميونخ، 1 جوان 1947) مغن وكاتب كلمات وممثل ألماني.

## روابط خارجية
- قسطنطين فيكر على موقع IMDb (الإنجليزية)
- قسطنطين فيكر على موقع مونزينجر (الألمانية)
- قسطنطين فيكر على موقع ألو سيني (الفرنسية)
- قسطنطين فيكر على موقع ميوزك برينز (الإنجليزية)
- قسطنطين فيكر على موقع أول موفي (الإنجليزية)
- قسطنطين فيكر على موقع قاعدة بيانات الأفلام السويدية (السويدية)
- قسطنطين فيكر على موقع أول ميوزيك (الإنجليزية)
- قسطنطين فيكر على موقع ديسكوغز (الإنجليزية)
- قسطنطين فيكر على موقع قاعدة بيانات الفيلم (الإنجليزية)
- قسطنطين فيكر على موقع كينوبويسك (الروسية)